# Saint-Chéron (Essonne)
Saint-Chéron [sɛ̃ ʃeʁɔ̃] ist eine Stadt und Gemeinde mit 5176 Einwohnern (Stand: 1. Januar 2022) im französischen Département Essonne in der Region Île-de-France; sie gehört zum Arrondissement Étampes und ist der Hauptort (chef-lieu) des Kantons Dourdan. Die Einwohner heißen Saint-Chéronnais.

## Geographie
Saint-Chéron liegt am Fluss Orge. Umgeben wird Saint-Chéron von den Nachbargemeinden Saint-Maurice-Montcouronne im Norden, Breuillet im Nordosten, Breux-Jouy im Osten, Souzy-la-Briche im Südosten, Villeconin im Süden, Sermaise im Westen und Südwesten sowie Le Val-Saint-Germain im Nordwesten.
Der Bahnhof der Gemeinde wird von der Linie RER C bedient.

## Bevölkerungsentwicklung
| Jahr      | 1962 | 1968 | 1975 | 1982 | 1990 | 1999 | 2006 | 2011 |
| Einwohner | 2236 | 2457 | 3370 | 3550 | 4082 | 4444 | 4752 | 4817 |

## Sehenswürdigkeiten
- Schloss Baville, erbaut von 1625 bis 1629, seit 1990 Monument historique
- Herrenhaus Cicéri, erbaut 1803, seit 1989 Monument historique

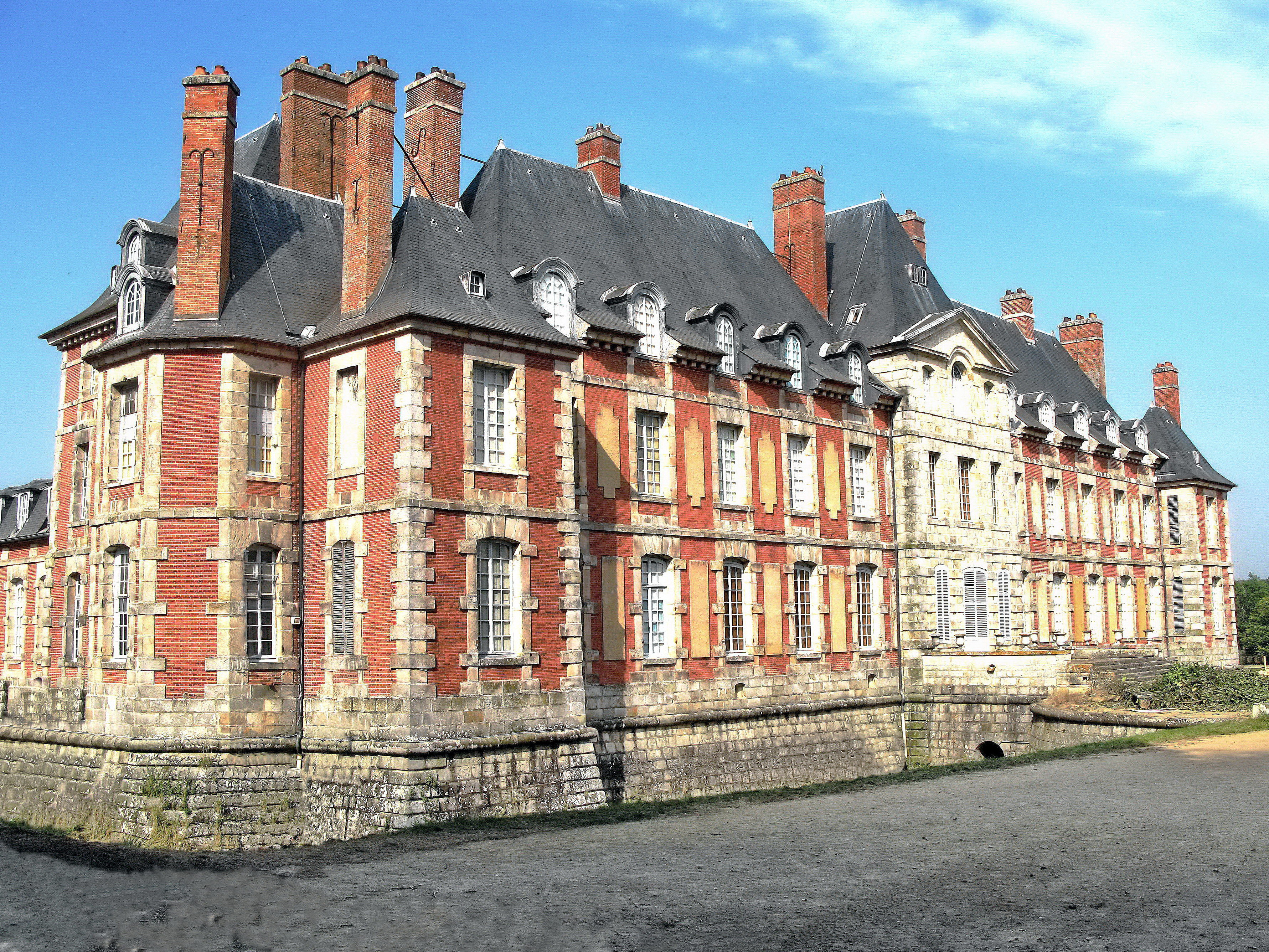
Schloss Baville

## Verkehr
Saint-Chéron hat einen Bahnhof am Zweig C4 der Linie C des Réseau express régional d’Île-de-France (RER).

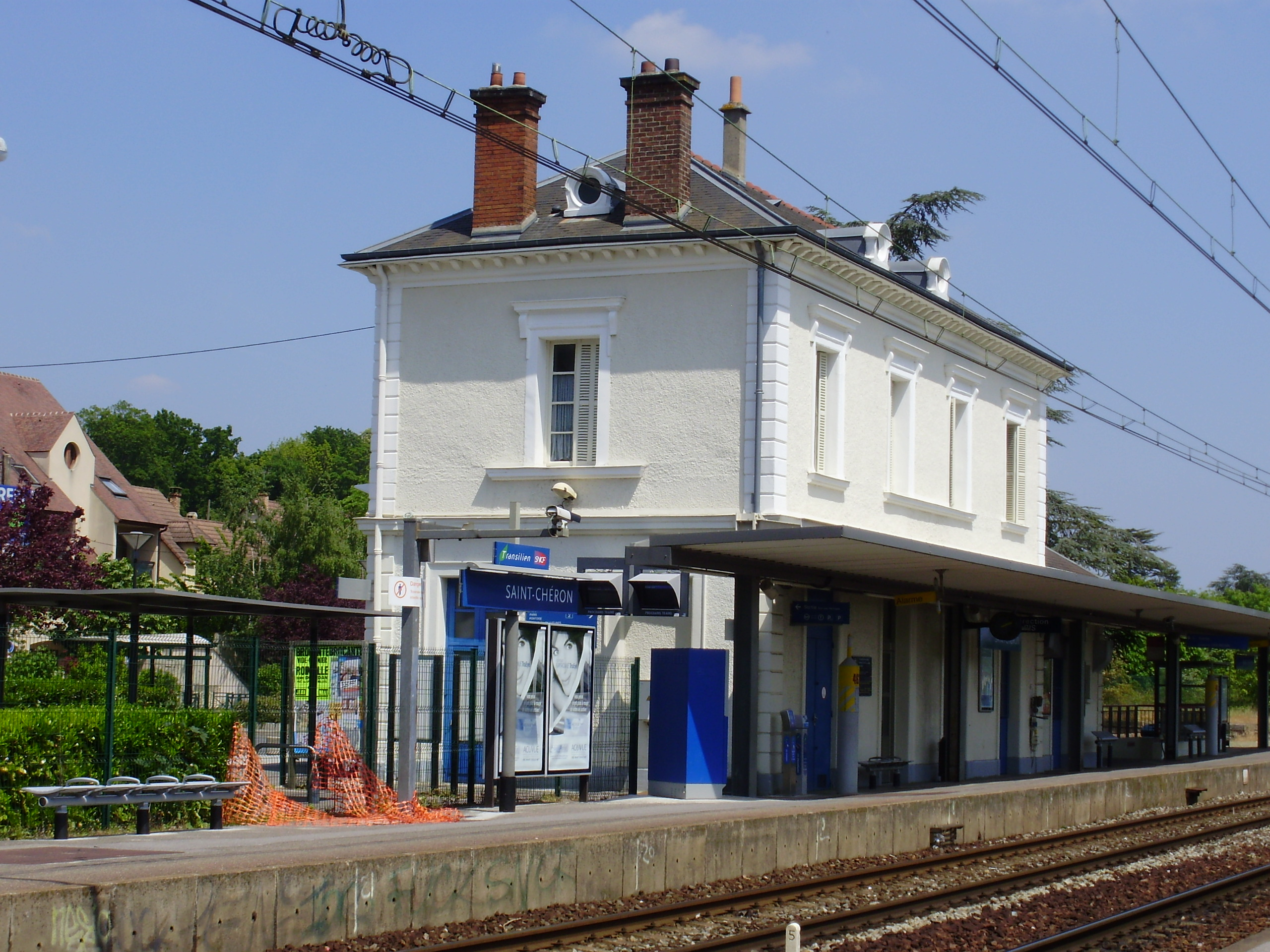
Bahnhof

## Gemeindepartnerschaften
- Rotherfield, East Sussex (England), Vereinigtes Königreich, seit 1986
- Vicovaro, Provinz Rom (Latium), Italien, seit 2003

## Persönlichkeiten
- Pierre-Luc-Charles Cicéri (1782–1868), Maler und Bühnenbildner
- Hubert Germain (1920–2021), 1953–1965 Bürgermeister von Saint-Chéron